# Jacqueline Henríquez
Jacqueline Henríquez Lux (Barranquilla, 1949) es una actriz y comediante colombiana, popular por su personaje de "La Boba Pía" en el programa Sábados felices y por su aparición en reconocidas producciones de televisión colombianas como Café con aroma de mujer, Pandillas, guerra y paz y Pasión de gavilanes. Es hermana de la actriz Judy Henríquez.

## Biografía
Henríquez nació en 1949 Barranquilla, Atlántico, en una numerosa familia de artistas, hermana de la actriz Judy Henríquez y de la exmodelo Marlene Henríquez. Su primer papel en televisión y a la postre el más reconocido en su carrera fue el de "La Boba Pía", personaje que interpretó en el programa de humor Sábados felices, espacio donde realizó apariciones constantes desde finales de la década de 1970 hasta 1989. La popularidad del personaje llevó a Jacqueline a debutar en el cine junto a Carlos Benjumea en la película El taxista millonario de Gustavo Nieto Roa en 1979. Un año más tarde hizo parte del reparto de otra película colombiana, Cien años de infidelidad, dirigida por Eduardo Sáenz y protagonizada por Jaime Agudelo y Eva Bravo. En el programa humorístico Chispazos de 1987 retornó a los personajes cómicos, esta vez encarnando a Eufrosina. En 1989 integró el elenco de Vampiromanía junto a Luis Eduardo Arango, María Cecilia Botero y Jairo Camargo.
En 1994 ingresó al elenco de la exitosa telenovela Café con aroma de mujer en el papel de Graciela. Durante la década de 1990 se dedicó principalmente a actuar en producciones teatrales. En 2002 retornó a la televisión con un papel en la telenovela del Canal Caracol Siete veces Amada y un año después encarnó a Úrsula de Rosales en la telenovela Pasión de gavilanes, junto a un reparto internacional encabezado por Mario Cimarro, Juan Alfonso Baptista y Michel Brown. En 2003 interpretó a Simona en Pandillas, guerra y paz, serie de televisión creada por Gustavo Bolívar Moreno.

## Filmografía

### Televisión
- Los Morales (2014) — Abuela Jacinta
- Pandillas, guerra y paz II (2009) — Simona
- Pandillas, guerra y paz (2003-2005) — Simona
- Pasión de gavilanes (2003) — Úrsula Lince de Rosales
- Siete veces Amada (2002) — Endora
- Café con aroma de mujer (1994) — Graciela
- La quinta hoja del trebol (1992)
- Vampiromanía (1989)
- Chispazos (1987) — Eufrocina
- Sábados Felices (1975-1991)

## Cine
- La sucursal del cielo (2007) — Hermana Aidé
- La triada inconsciente (corto) (1999) — Doña Jacinta
- Cien años de infidelidad (1980)
- El taxista millonario (1979)